# Hurlang Muara Nauli
Hurlang Muara Nauli is een bestuurslaag in het regentschap Tapanuli Tengah van de provincie Noord-Sumatra, Indonesië. Hurlang Muara Nauli telt 1868 inwoners (volkstelling 2010).